# Memoriał Eugeniusza Nazimka 1989
VII Memoriał Eugeniusza Nazimka – 7. edycja turnieju w celu uczczenia pamięci polskiego żużlowca Eugeniusza Nazimka, który odbył się 6 sierpnia 1989. Zwyciężył Janusz Stachyra.

## Wyniki
- 6 sierpnia 1989, Stadion Stali Rzeszów, sędzia Jolant Szczepanek

| Msc. | Zawodnik                   | Klub              | Pkt  |               |  |
| ---- | -------------------------- | ----------------- | ---- | ------------- |  |
| 1    | (1) Janusz Stachyra        | Stal Rzeszów      | 14   | (3,3,3,2,3)   |  |
| 2    | (2) József Petrikovics     | Węgry             | 13+3 | (2,2,3,3,3)   |  |
| 3    | (14) Ryszard Dołomisiewicz | Polonia Bydgoszcz | 13+2 | (3,3,2,3,2)   |  |
| 4    | (10) Jan Krzystyniak       | Stal Rzeszów      | 11+3 | (3,d,3,3,2)   |  |
| 5    | (4) Zenon Kasprzak         | Unia Leszno       | 11+2 | (d,3,2,3,3)   |  |
| 6    | (16) Krzysztof Nurzyński   | Stal Rzeszów      | 9    | (2,2,2,1,2)   |  |
| 7    | (13) Bogdan Ciupak         | KKŻ Krosno        | 9    | (1,2,1,2,3)   |  |
| 8    | (6) Dariusz Łowicki        | Unia Leszno       | 8    | (3,1,0,2,2)   |  |
| 9    | (8) Janusz Ślączka         | Stal Rzeszów      | 8    | (2,1,3,1,1)   |  |
| 10   | (11) Walter Nebel          | Austria           | 6    | (1,3,1,w/u,1) |  |
| 11   | (12) Dariusz Fliegert      | ROW Rybnik        | 5    | (2,0,2,1,0)   |  |
| 12   | (5) Jacek Rempała          | Unia Tarnów       | 5    | (1,1,1,2,0)   |  |
| 13   | (3) Sławomir Tronina       | Unia Tarnów       | 5    | (1,2,1,d,1)   |  |
| 14   | (7) Jarosław Gała          | Stal Gorzów Wlkp. | 2    | (d,1,0,0,1)   |  |
| 15   | (9) Zoltan Kovacs          | Węgry             | 1    | (0,0,0,1,0)   |  |
| 16   | (15) Krzysztof Grzelak     | Stal Gorzów Wlkp. | 0    | (0,0)         |  |
|      | R1 Grzegorz Płodzień       | Stal Rzeszów      | 0    | (0,0,0)       |  |